# Helmut Niedermeyer
Helmut Niedermeyer (* 28. Februar 1926 in Troppau, Tschechoslowakei; † 3. Februar 2014 auf Teneriffa, Spanien) war ein österreichischer Unternehmer und Gründer des nach ihm benannten Elektronikhandelskonzerns Niedermeyer.

## Leben
Helmut Niedermeyer wurde 1926 in Mährisch-Schlesien geboren. Seine aus Wien stammende Mutter starb kurz nach seiner Geburt. Sein Vater, ein erfolgreicher Cafetier, war in der Zeit des Nationalsozialismus aus „politischen Gründen“ sieben Jahre lang in einem Konzentrationslager interniert. Im Alter von 17 Jahren wurde Niedermeyer zur Wehrmacht eingezogen und geriet für fünf Jahre in sowjetische Kriegsgefangenschaft, die er in Sibirien verbrachte. Von 83 an Paratyphus erkrankten Lagerinsassen war er einer von drei Überlebenden. Durch die Vertreibung aus dem Sudetenland im Zuge der Umsetzung der Beneš-Dekrete gelangte Niedermeyer nach der Rückkehr aus der Kriegsgefangenschaft nach Wien.
Eine Anstellung beim Wiener Fotohaus Herlango ab 1949 förderte Niedermeyers kaufmännisches Talent zutage. 1957 gründete er das eigene Unternehmen Niedermeyer AG als Röntgen-, Foto- und Filmartikel-Geschäft in der Wiener Mariahilfer Straße. Weitere Filialen eröffnete Niedermeyer in den Folgejahren. Durch Übernahmen in den späten 1980er und frühen 1990er Jahren entwickelte er daraus den Niedermeyer-Konzern als Elektronikhandelsunternehmen. Im Jahr 1997 zog sich Niedermeyer aus dem Aufsichtsrat des Unternehmens zurück. 1999 verkaufte sein Sohn Christian die Elektro-Kette an den Mobilfunkbetreiber max.mobil. Nach mehrfachem Eigentümerwechsel ging das Unternehmen im Jahr 2013 in die Insolvenz. Anfang Februar 2014 starb Niedermeyer 87-jährig an einem Herzinfarkt auf der spanischen Insel Teneriffa.